# Aleksandr Rogov
Aleksandr Nikolaevič Rogov (in russo Александр Николаевич Рогов?; Mosca, 27 marzo 1956 – 1º ottobre 2004) è stato un canoista sprinter sovietico che ha gareggiato a metà degli anni '70. Alle Olimpiadi estive del 1976 a Montréal, ha vinto la medaglia d'oro nella gara C-1 500 metri.

## Palmares
- Campione d'Europa nel 1973
- Campione nazionale nel 1976
- Campione olimpico nel 1976